# Małgorzata Brus

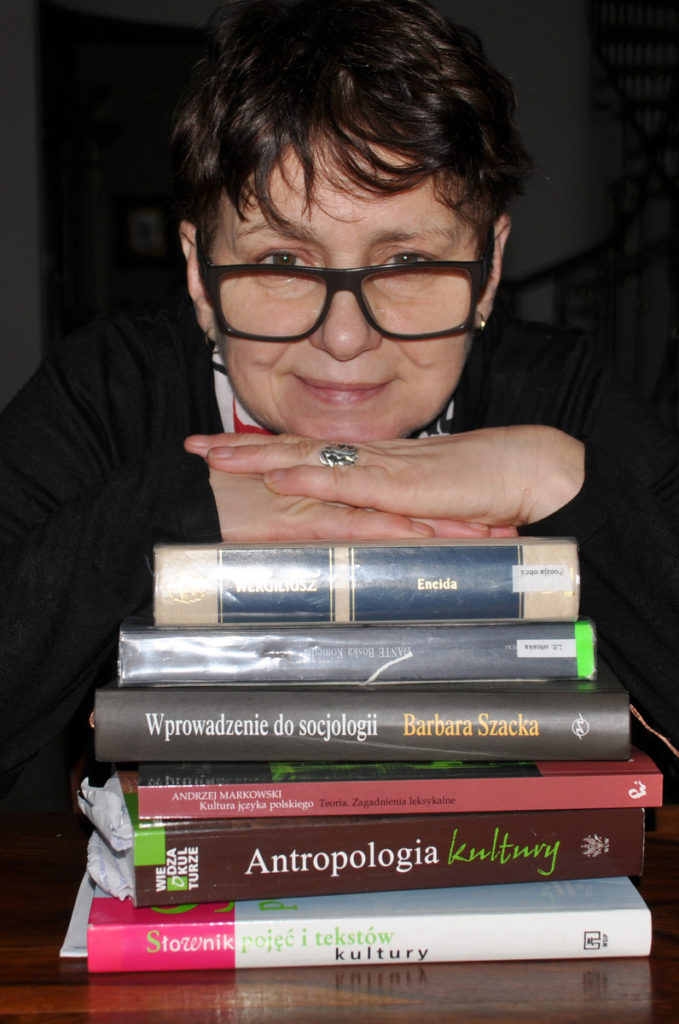
Małgorzata Brus

Małgorzata Brus (de domo Kańska, primo voto Zduleczny) (ur. 11 września 1956 w Warszawie) – polska kostiumografka, fotografka, animatorka kultury, kulturoznawczyni.
Autorka kostiumów m.in. do Doliny Issy, Siekierezady, C.K. Dezerterów, Piątej Pory Roku, do seriali dla dzieci Panna z mokrą głową, Szaleństwa panny Ewy, Tajemnica Sagali i telenoweli Złotopolscy. Członkini Stowarzyszenia Filmowców Polskich, od 2011 r. związana z Fundacją Dom Kultury, w której pełni funkcję wiceprezes Zarządu. Prowadzi więziennego bloga eWKratke, koordynuje projekty, współpracuje z Narodowym Instytutem Fryderyka Chopina i Centrum Rzeźby Polskiej w Orońsku. Stypendystka Instytutu Solidarności i Męstwa im. Witolda Pileckiego „Rozszerzona Rzeczywistość”.